# 359
- Wikisource

| Calendário gregoriano                                                        | 359 CCCLIX                      |
| Ab urbe condita                                                              | 1112                            |
| Calendário arménio                                                           | -193 – -192                     |
| Calendário bahá'í                                                            | -1485 – -1484                   |
| Calendário budista                                                           | 903                             |
| Calendário chinês                                                            | 3055 – 3056                     |
| Calendário copta                                                             | 75 – 76                         |
| Calendário etíope                                                            | 351 – 352                       |
| Calendários hindus - Vikram Samvat - Calendário nacional indiano - Cáli Iuga | 414 – 415 280 – 281 3459 – 3460 |
| Calendário Holoceno                                                          | 10359                           |
| Calendário islâmico                                                          | 271 BH – 270 BH                 |
| Calendário judaico                                                           | 4119 – 4120                     |
| Calendário persa                                                             | 263 BP – 262 BP                 |
| Calendário rúnico                                                            | 609                             |
| Calendário solar tailandês                                                   | 902                             |

359 (CCCLIX, na numeração romana) foi um ano comum do século IV que começou numa sexta-feira, segundo o calendário juliano.  Segundo o horóscopo chinês, foi o ano da Cabra.
| Ano completo                        |
| ----------------------------------- |
| Ano comum com início à quinta-feira |